# 33319 Kunqu
33319 Kunqu este o planetă minoră (asteroid) din centura de asteroizi. A fost descoperită pe 28 iunie 1998 la Observatorul La Silla de Eric Walter Elst. 
Obiectul prezintă o orbită caracterizată de o semiaxă mare de 1,9450783 UAi, o excentricitate de 0,1, o înclinație de 23,9904 ° în raport cu ecliptica.